# Delaney & Bonnie
Delaney & Bonnie (noti anche come Delaney & Bonnie & Friends) sono stati un gruppo rock attivo nella seconda metà degli anni sessanta ed i primi anni del decennio successivo, formato dai due coniugi Delaney and Bonnie Bramlett e da altri musicisti che li hanno accompagnati nel corso degli anni.

## Storia del gruppo
Delaney Bramlett imparò a suonare la chitarra da autodidatta nella sua città natale, Pontotoc, nel Mississippi; si trasferì poi a Los Angeles nel 1959, e diventò un session man; suonò tra gli altri per Leon Russell, Albert King ed Ike & Tina Turner.
Nel 1968 Delaney sposò la corista Bonnie Lynn O'Farrell, ed i due decisero di formare un gruppo, coinvolgendo anche Leon Russell.
Ottenuto un contratto con la Stax Records, incidono il loro primo album, Home, pubblicato all'inizio del 1969, che non ebbe successo (anche per la scarsa promozione); decisero allora di passare all'Elektra Records per il loro secondo 33 giri, Accept No Substitute (pubblicato in autunno del 1969). Il disco riscosse un buon successo, attirando l'attenzione di George Harrison, che propose loro un contratto con l'etichetta dei Beatles, la Apple Records; la cosa non andò in porto, ma la Elektra Records decise di rompere il contratto con il gruppo, che però venne contattato da Eric Clapton, anche lui colpito da Accept No Substitute, per aprire i concerti del tour 1969-70 dei Blind Faith.
In realtà Clapton spesso si esibì con il gruppo, apprezzandoli anche dal vivo, e da queste esibizioni nacque il terzo album, il live On Tour with Eric Clapton, pubblicato dalla Atco e tratto dai concerti di dicembre in Inghilterra: il disco ottenne molto successo, diventando disco d'oro, ed il gruppo venne anche chiamato da Clapton per registrare il suo primo album da solista, prodotto da Delaney.
Per la Atco pubblicarono altri due LP, To Bonnie from Delaney (1970) e Motel Shot (1971), acustico, da cui fu tratto il 45 giri Never Ending Song of Love, che entrò in classifica risultando alla fine dell'anno al 67º posto.
Nello stesso anno il gruppo apparve nel film Punto zero di Richard C. Sarafian, contribuendo alla colonna sonora con la canzone You Got to Believe; passarono poi alla Columbia Records, per cui a marzo 1972 pubblicarono D&B Together, che fu il loro ultimo album, poiché l'anno successivo il gruppo si sciolse a causa del divorzio di Delaney e Bonnie.

## Discografia

### Album in studio
- 1969 - Home
- 1969 - The Original Delaney & Bonnie & Friends
- 1970 - To Bonnie from Delaney
- 1971 - Motel Shot
- 1972 - D&B Together

### Album dal vivo
- 1970 - On Tour with Eric Clapton

## Formazione

### Storica
- Bonnie Bramlett – voce (1967-1972)
- Delaney Bramlett – chitarra (1967-1972; morto nel 2008)
- Steve Cropper – chitarra (1967-1970)
- Leon Russell – tastiera (1967-1970; morto nel 2016)
- Bobby Whitlock - tastiera (1967-1970)
- Carl Radle – basso (1967-1970; morto nel 1980)
- Jim Keltner - batteria (1967-1970)

### Altri componenti
- Michael Utley - tastiera (1970-1972)
- Duane Allman - chitarra (1970-1971; morto nel 1971)
- Dave Mason - chitarra (1971-1972)
- Kenny Gradney - basso (1970-1972)
- Cyrus Faryar - tastiera (1970-1972)
- Jim Gordon - batteria (1970-1972)